# Macao
Macao (en chino tradicional, 澳門; en cantonés, ou³mun⁴; en portugués: Macau), oficialmente Región Administrativa Especial de Macao de la República Popular China, es una Región administrativa especial de China. Se encuentra junto a la provincia de Cantón, a 70 km al suroeste de Hong Kong, en el lado meridional del delta del río de las Perlas, y a 145 km de la ciudad de Cantón. Con una población estimada de alrededor de 647 700 habitantes en una superficie de 28,2 km², es la región más densamente poblada del mundo.
Macao fue administrada por el Imperio portugués y sus estados herederos desde mediados del siglo XVI hasta finales de 1999, cuando fue la última colonia europea en Asia. Los comerciantes portugueses se establecieron por primera vez en Macao en la década de 1550. En 1557, Macao fue alquilado a Portugal por la China de los Ming como puerto comercial. El Imperio portugués administró la ciudad bajo autoridad y soberanía china hasta 1887, cuando Macao, a través de un acuerdo mutuo entre los dos países, se convirtió en una colonia. La soberanía sobre Macao se transfirió a China el 20 de diciembre de 1999. En total, fueron 442 años de presencia portuguesa en la ciudad. La Declaración Conjunta sobre la Cuestión de Macao y la Ley Fundamental de Macao estipulan que Macao operará con un alto grado de autonomía hasta al menos 2049, cincuenta años después de la transferencia.
Bajo la política de «un país, dos sistemas», el Consejo de Estado de la República Popular China es responsable de la defensa militar y de los asuntos exteriores, mientras que Macao mantiene su propio sistema legal, fuerza de seguridad pública, sistema monetario, política aduanera y política de inmigración. Macao participa en organizaciones internacionales y eventos que no requieren que los miembros posean soberanía nacional.
Macao es una de las regiones más ricas del mundo y, desde 2015, su PIB per cápita por paridad de poder adquisitivo es superior al de cualquier país del mundo, según el Banco Mundial. Se convirtió en el centro de juego más grande del mundo en 2006, con la economía fuertemente dependiente del juego y el turismo, así como la fabricación. Según The World Factbook, Macao tiene la cuarta esperanza de vida más alta del mundo. Además, es una de las regiones de Asia con un «Índice de Desarrollo Humano muy alto», ya que ocupa el 18.º lugar en el mundo desde 2014.

## Toponimia
El primer registro escrito conocido del nombre «Macao», traducido como "Yà/ā-mā/mǎ-gǎng" (亚/阿-妈/马-港), se encuentra en una carta fechada el 20 de noviembre de 1555. Los habitantes locales creían que la diosa del mar Matsu (alternativamente llamada A-Ma) había bendecido y protegido el puerto y llamaron a las aguas alrededor del Templo A-Ma usando su nombre. Cuando los exploradores portugueses llegaron por primera vez al área y pidieron el nombre del lugar, los lugareños pensaron que estaban preguntando sobre el templo y les dijeron que era "Ma Kok" (媽 閣). La primera ortografía portuguesa para esto fue Amaquão. Se utilizaron múltiples variaciones hasta que Amacão, Amacao y Macão se volvieron comunes durante el siglo XVII, estandarizándose gradualmente como Macau en la actualidad.
Su nombre local chino es Aomén (澳門) hace referencia a la península y las islas que se encuentran allí, pues su traducción literal al cantonés es "Puerto Bahía". Este nombre parece tener su origen en el hecho de que la península de Macao estaba habitada, antes de la llegada de los portugueses, por varias aldeas de pescadores y algunos campesinos de las provincias de Fujian y Guangzhou. Su nombre portugués (Macao) se refiere a uno de los primeros sitios de desembarco europeo, la Bahía de A-Má. Antes de los portugueses la zona era conocida como Hou Keng "ostra espejo" o Keng Hoi "mar espejo".

## Historia

### Período portugués
Los portugueses ocuparon Macao el 14 de agosto de 1556. A partir de 1670, empezaron a pagar un tributo a China por su presencia en el territorio. Macao prosperó como puerto por su situación privilegiada en la ruta comercial entre Malaca, Goa y Japón. Los neerlandeses, que llegaron a conquistar Malaca y Taiwán, tuvieron ambiciones sobre Macao, pero este permaneció siempre en manos portuguesas.
La concesión a Portugal del territorio de Macao se realizó a cambio del auxilio prestado por este país contra los ataques del pirata chino Cham-Si-Lao. Hecha la concesión por el mandarín cantonés, sus límites y entidad fueron sometidos a litigio constante hasta el tratado de 1887.
Después de que Portugal recuperara su independencia en 1640 (tras 60 años de unificación con España), a Macao se le concedió el título oficial de Cidade do (Santo) Nome de Deus de Macau, não há outra mais Leal (Ciudad del Santo Nombre de Dios de Macao, no hay otra más leal). Era la única ciudad que había logrado mantener la soberanía durante los 60 años de gobierno español (aunque esta cita es totalmente apócrifa según Wikipedia portuguesa que cita a su concesión por el rey D. João IV, en 1654, siendo además cierto que la unificación política y territorial fue total como citan otros autores).

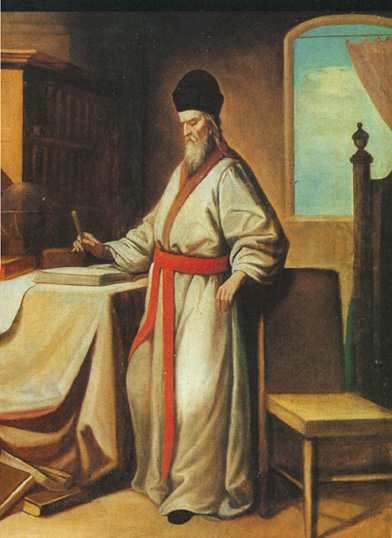
Retrato del jesuita Matteo Ricci, misionero católico en China.

Macao fue el lugar de entrada a China de los misioneros que buscaban difundir el catolicismo por el país, como el jesuita Matteo Ricci. La presencia de diversas órdenes religiosas, sobre todo jesuitas, dio un impulso a la educación en Macao.
La particularidad de Macao como enclave europeo en territorio chino desaparecería en 1842, al final de la primera guerra del Opio, cuando los británicos consiguieron la soberanía sobre la isla cercana de Hong Kong, en la que se establecerían hasta 1997.
El puerto de Hong Kong relegó a Macao a un segundo plano en el ámbito comercial. A pesar de esta crisis, la debilidad de la Dinastía Qing en aquel momento permitió a Portugal suspender el pago del llamado foro do chão, el alquiler que Portugal pagaba a China por el uso del suelo macaense, que suponía un reconocimiento tácito de la soberanía china sobre Macao. Este impago del alquiler creó una situación irregular de la posición portuguesa sobre Macao, por un lado Portugal reconoce el territorio como provincia portuguesa en 1844 mientras que China sigue reclamando el pago del alquiler, como dueña de Macao. Hasta entonces, Macao dependía de las posesiones portuguesas en la India. A pesar de que nunca se había producido una transferencia formal de soberanía, Portugal consideraba a Macao una parte integrante de su territorio en 1822, y con el cese del pago de tributo a China se confirmaba que el poder sobre Macao era portugués. En 1851 las autoridades portuguesas anexionaron al territorio las dos islas próximas de Taipa y Coloane, triplicando así la superficie de Macao.

#### SigloXX

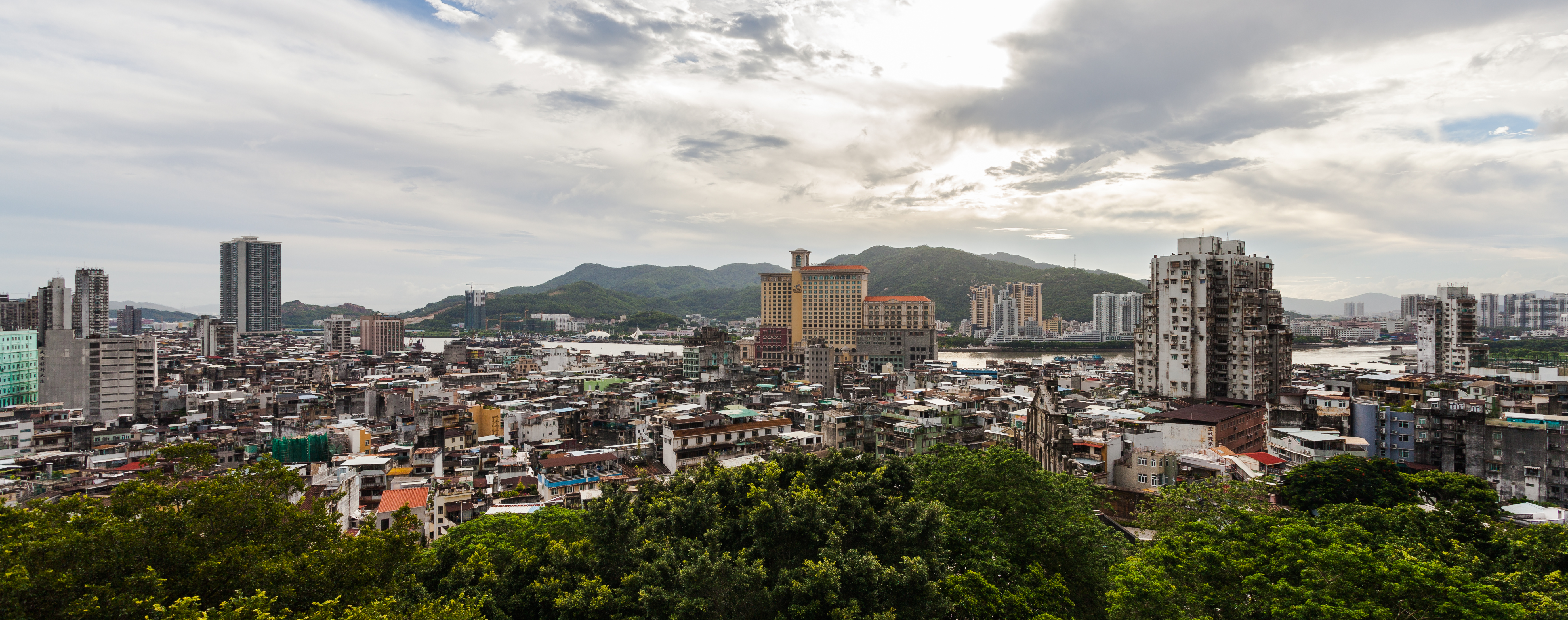
Vista de Macao

Escudo de armas de la provincia ultramarina portuguesa, vigente entre 1951 y 1976.

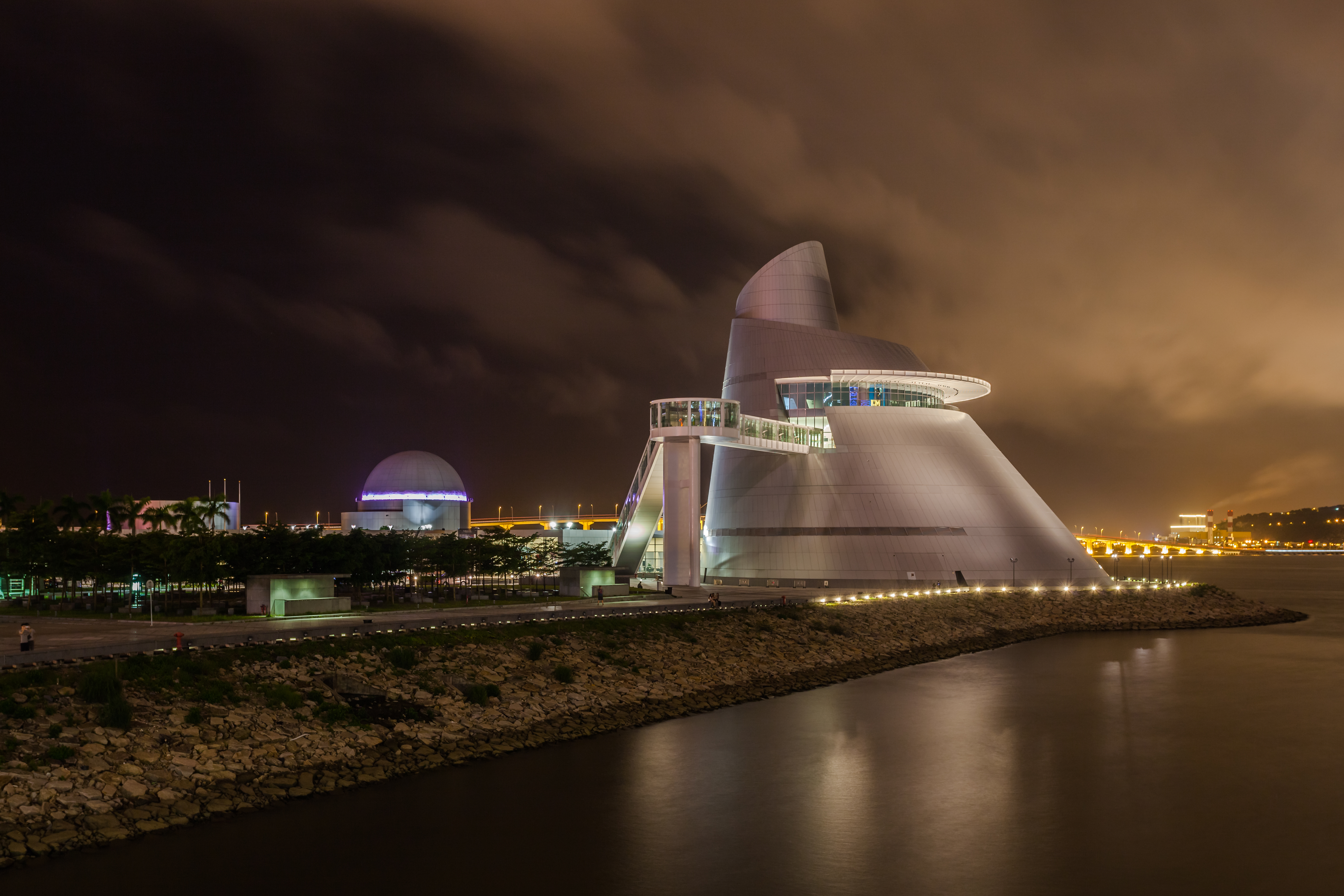
Imagen nocturna del Centro de Ciencia de Macao.

Durante el siglo XX, las convulsiones políticas que sacudieron a China provocaron muchos movimientos migratorios hacia Macao. Esto ocurrió de manera muy especial durante la Segunda Guerra Mundial, cuando Macao, gracias a la neutralidad portuguesa en el conflicto, se libró de la invasión japonesa que sufrieron China y Hong Kong. Tras la subida al poder de los comunistas en 1949 y la proclamación de la República Popular China, muchos simpatizantes del derrotado Kuomintang se refugiaron en Macao, donde se producirían numerosos momentos de tensión entre partidarios comunistas y del Kuomintang, en particular durante la Revolución Cultural.
Curiosamente Portugal, que tenía dificultades para mantener el territorio, ofreció a China la devolución de Macao en dos ocasiones, primero en 1967 y de nuevo en 1974. En aquellos momentos de agitación política bajo el maoísmo, el Gobierno chino rechazó la oferta de asumir la administración de Macao, una ciudad capitalista enclavada en un país comunista. En 1984, tras el acuerdo con el Reino Unido para la devolución de Hong Kong, la República Popular China comunicó a Portugal su intención de recuperar la administración de Macao el 1 de enero de 2000. Aunque Portugal quiso proponer una fecha más tardía, la firmeza china hizo que los portugueses accedieran a poner fin a su presencia en Macao con las condiciones propuestas por Pekín, un calco del acuerdo alcanzado con el Reino Unido para Hong Kong. Finalmente, la transferencia se adelantó unos días, al 20 de diciembre de 1999, para evitar interferir con las celebraciones navideñas.

## Gobierno y política

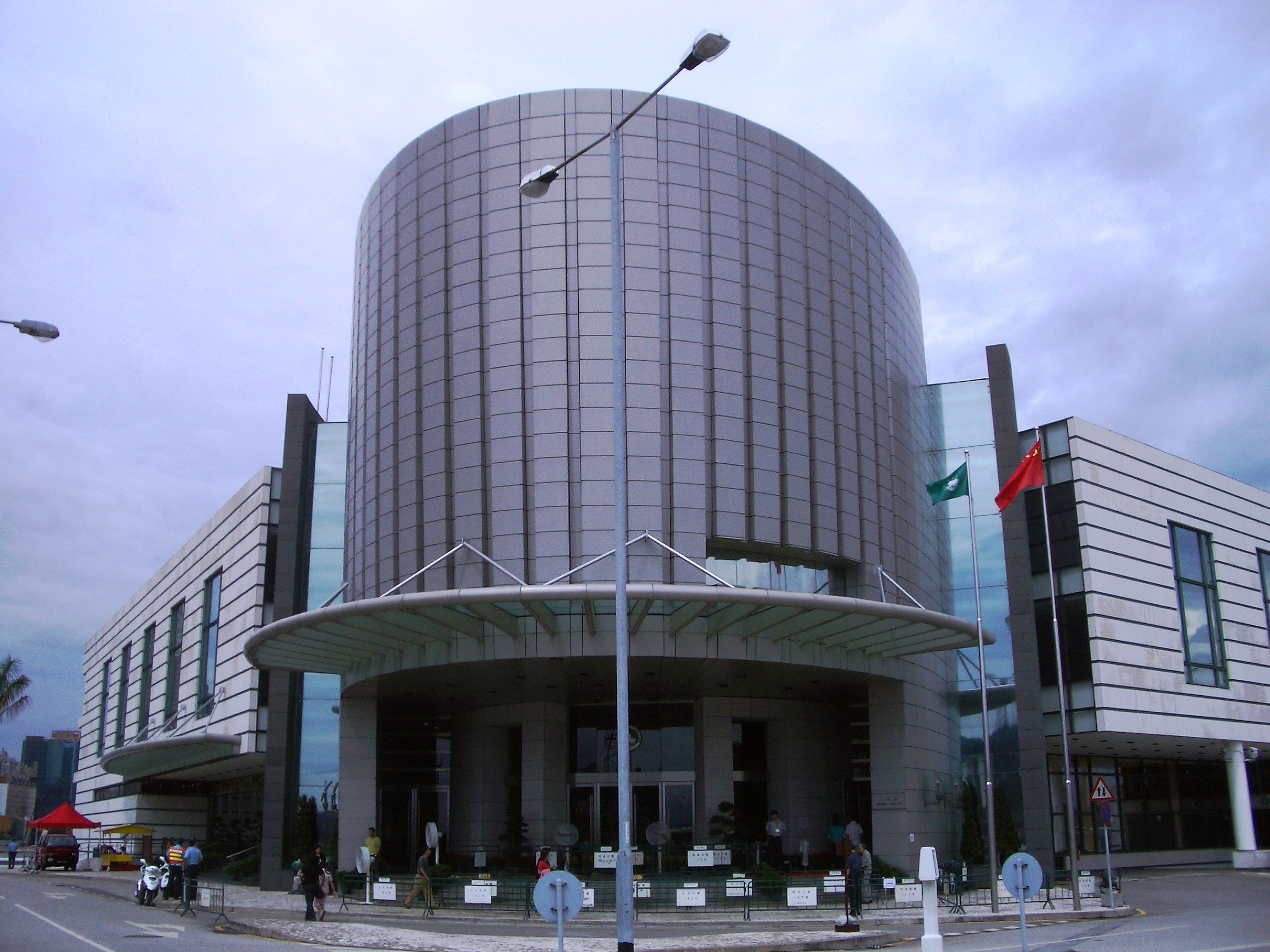
Vista de la Asamblea Legislativa de Macao.

El jefe ejecutivo es nombrado por el gobierno central de la República Popular China después de la selección por un comité electoral, cuyos miembros son nominados por entes corporativos. El jefe ejecutivo preside un gabinete: el Consejo Ejecutivo, de entre 7 y 11 miembros. Edmund Ho, banquero, fue el primer jefe ejecutivo de la RAE de Macao nombrado por China, al haber reemplazado al General Rocha Vieira tras la retirada portuguesa en diciembre de 1999. Actualmente el jefe ejecutivo es Ho Iat Seng.
El órgano legislativo del territorio es la Asamblea Legislativa, un ente de 23 miembros que comprende 8 miembros elegidos de forma directa, 8 miembros nombrados que representan a distritos electorales funcionales y 7 miembros nombrados por el jefe ejecutivo. La Asamblea Legislativa es responsable de hacer las leyes en general.
El sistema legal está basado en gran parte en las leyes portuguesas. El territorio tiene su propio sistema judicial independiente, con una corte suprema: la Corte Final de Apelación (CFA). Los jueces son seleccionados por un comité y designados por el jefe ejecutivo.

### División administrativa

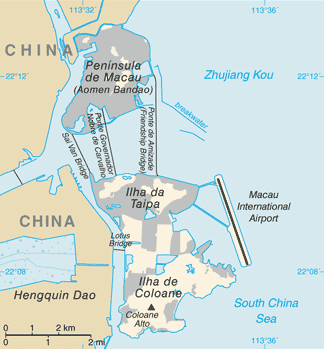
Mapa de Macao.

Desde la transferencia de poder a China en 1999, Macao comprende dos subdivisiones administrativas: Macao y las islas (Taipa y Coloane). Estas últimas se cuentan como divisiones administrativas. Ya sin poder efectivo, se mantienen las freguesias heredadas del período portugués, que otrora fueron su forma de organización administrativa principal y hoy en día es meramente nominal o simbólico.

## Geografía
El actual territorio de Macao está formado por tres partes: la península de Macao, unida a Asia, y las dos islas de Taipa y Coloane.
Macao fue una isla, pero gradualmente una lengua de arena se convirtió en un istmo. Gracias a las tierras ganadas al mar, Macao se convirtió en península en el siglo XVII, a consecuencia de lo cual se construyeron las puertas de la ciudad para separar la península del continente. Los registros precoloniales señalaban que Macao medía 2,78 km², pero comenzó a crecer a causa de los asentamientos portugueses. El crecimiento de la superficie se ha acelerado en el último cuarto del siglo XX, desde los 15 km² de 1972 a los 16,1 km² de 1983 y 21,3 km² en 1994. Donde más terreno se ha ganado al mar ha sido en Taipa y Coloane. En 2000, el área total era de aproximadamente 23,6 km², hacia 2015 alcanzaba los 30,3 km².
La frontera de Macao con el resto de la República Popular China, las llamadas Portas do Cerco, separan Macao de la Zona Económica Especial de Zhuhai (provincia de Cantón), una de las ciudades costeras más prósperas del país, en parte por su proximidad a Macao. La península y las dos islas están unidas desde hace años por varios puentes.
Macao se encuentra en el lado sur de la desembocadura del río de las Perlas. El triángulo formado por Macao, Hong Kong y Cantón, que incluye otras ciudades económicamente muy importantes como Shenzhen y la ya mencionada Zhuhai, es una de las regiones económicamente más prósperas de China.

## Clima
Macao tiene un clima subtropical húmedo (Köppen Cwa), con una humedad relativa entre 75 % y 90 %. Al igual que gran parte del sur de China, el clima estacional está fuertemente influido por los monzones, y las diferencias de temperatura y humedad entre el verano y el invierno son notables, aunque no tan grandes como en el interior de China. La temperatura media anual es de 22,7 °C. El mes de julio es el más caluroso, con una temperatura media de 28,9 °C, el más frío es enero, con una temperatura media de 14,5 °C.
Situado en la costa sur de China, Macao tiene abundantes lluvias, con un promedio anual de precipitación de 2120 milímetros. Sin embargo, el invierno es muy seco, debido a la influencia del anticiclón de Siberia que afecta a gran parte de Asia Oriental. El otoño de la ciudad se extiende de octubre a noviembre, es soleado y todavía agradablemente cálido con poca humedad. El invierno (diciembre a principios de marzo) es generalmente templado, con temperaturas superiores a los 13 °C la mayor parte del tiempo, aunque a veces también pueden caer por debajo de los 8 °C. La humedad comienza a aumentar a partir de finales de marzo. El verano es muy cálido (a menudo la temperatura se eleva por encima de los 30 °C durante el día). El calor es a menudo seguido por fuertes lluvias, tormentas y tifones ocasionales.
| Parámetros climáticos promedio de Macao （1971-2000） | Parámetros climáticos promedio de Macao （1971-2000） | Parámetros climáticos promedio de Macao （1971-2000） | Parámetros climáticos promedio de Macao （1971-2000） | Parámetros climáticos promedio de Macao （1971-2000） | Parámetros climáticos promedio de Macao （1971-2000） | Parámetros climáticos promedio de Macao （1971-2000） | Parámetros climáticos promedio de Macao （1971-2000） | Parámetros climáticos promedio de Macao （1971-2000） | Parámetros climáticos promedio de Macao （1971-2000） | Parámetros climáticos promedio de Macao （1971-2000） | Parámetros climáticos promedio de Macao （1971-2000） | Parámetros climáticos promedio de Macao （1971-2000） | Parámetros climáticos promedio de Macao （1971-2000） |
| Mes                                                   | Ene.                                                  | Feb.                                                  | Mar.                                                  | Abr.                                                  | May.                                                  | Jun.                                                  | Jul.                                                  | Ago.                                                  | Sep.                                                  | Oct.                                                  | Nov.                                                  | Dic.                                                  | Anual                                                 |
| ----------------------------------------------------- | ----------------------------------------------------- | ----------------------------------------------------- | ----------------------------------------------------- | ----------------------------------------------------- | ----------------------------------------------------- | ----------------------------------------------------- | ----------------------------------------------------- | ----------------------------------------------------- | ----------------------------------------------------- | ----------------------------------------------------- | ----------------------------------------------------- | ----------------------------------------------------- | ----------------------------------------------------- |
| Temp. máx. abs. (°C)                                  | 29.1                                                  | 30.2                                                  | 31.5                                                  | 35.3                                                  | 37.5                                                  | 36.9                                                  | 38.9                                                  | 38.5                                                  | 38.1                                                  | 36.0                                                  | 34.2                                                  | 30.0                                                  | 38.9                                                  |
| Temp. máx. media (°C)                                 | 17.7                                                  | 17.7                                                  | 20.7                                                  | 24.5                                                  | 28.1                                                  | 30.3                                                  | 31.5                                                  | 31.2                                                  | 30.0                                                  | 27.4                                                  | 23.4                                                  | 19.6                                                  | 25.2                                                  |
| Temp. mín. media (°C)                                 | 12.2                                                  | 13.1                                                  | 16.2                                                  | 20.2                                                  | 23.5                                                  | 25.7                                                  | 26.3                                                  | 26.0                                                  | 24.9                                                  | 22.3                                                  | 17.8                                                  | 13.8                                                  | 20.2                                                  |
| Temp. mín. abs. (°C)                                  | -1.8                                                  | 0.4                                                   | 3.2                                                   | 8.5                                                   | 13.8                                                  | 18.5                                                  | 19.3                                                  | 19.0                                                  | 13.2                                                  | 9.5                                                   | 5.0                                                   | 0.0                                                   | -1.8                                                  |
| Precipitación total (mm)                              | 32.4                                                  | 58.8                                                  | 82.7                                                  | 217.4                                                 | 361.9                                                 | 339.7                                                 | 300.0                                                 | 351.7                                                 | 194.2                                                 | 116.9                                                 | 42.6                                                  | 35.2                                                  | 2133.4                                                |
| Horas de sol                                          | 132.4                                                 | 81.8                                                  | 75.9                                                  | 87.8                                                  | 138.4                                                 | 168.2                                                 | 226.2                                                 | 194.7                                                 | 182.2                                                 | 195.0                                                 | 177.6                                                 | 167.6                                                 | 1828.0                                                |
| Humedad relativa (%)                                  | 74.3                                                  | 80.6                                                  | 84.9                                                  | 86.2                                                  | 85.6                                                  | 84.4                                                  | 82.2                                                  | 82.5                                                  | 79.0                                                  | 73.4                                                  | 69.3                                                  | 68.8                                                  | 79.3                                                  |
| Fuente: SMG                                           |                                                       |                                                       |                                                       |                                                       |                                                       |                                                       |                                                       |                                                       |                                                       |                                                       |                                                       |                                                       |                                                       |

## Transporte

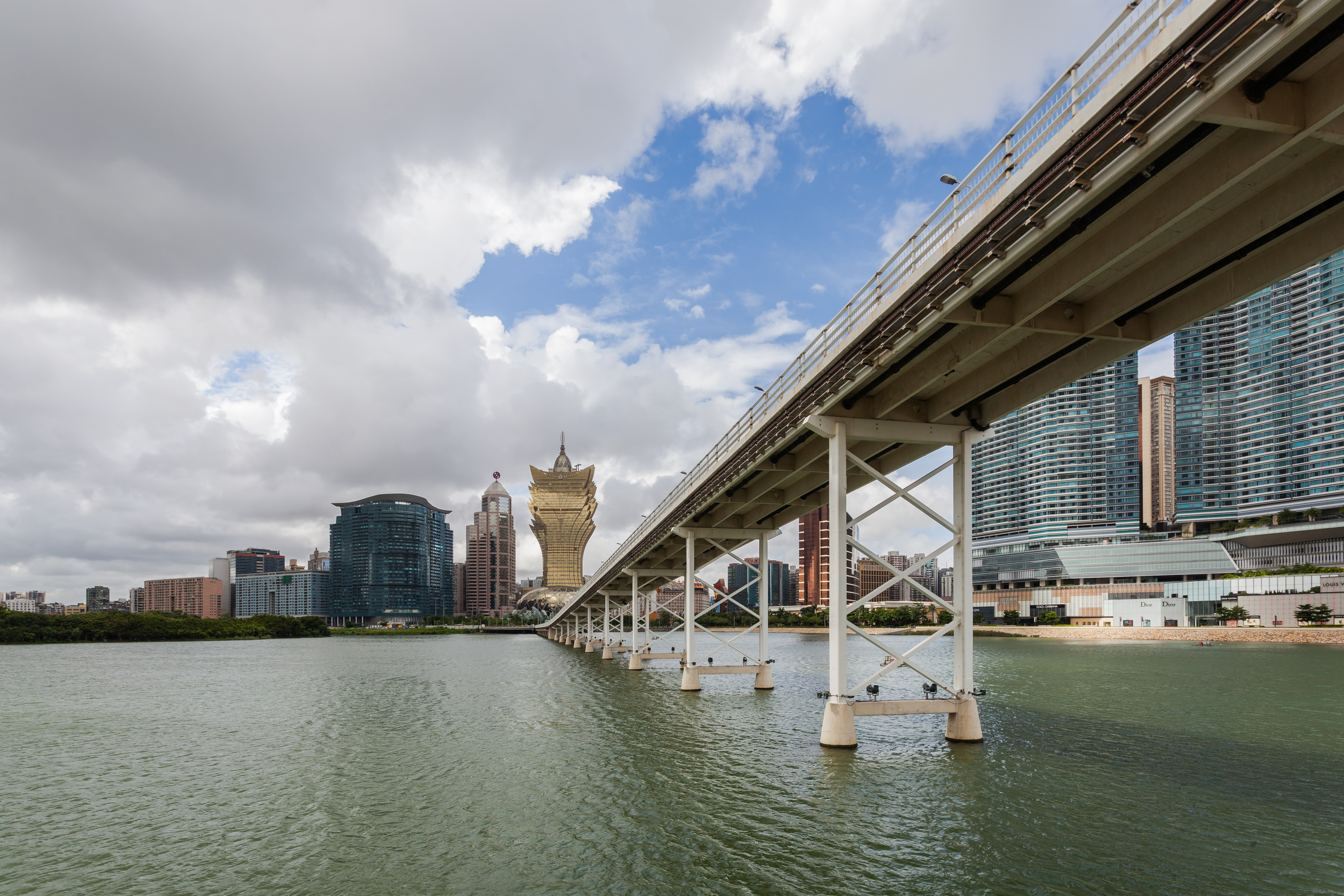
Puente Gobernador Nobre de Carvalho.

Dos compañías, Transportas Companhia de Macau y Transmac, manejan una red de autobuses públicos a través del territorio. Varios puentes unen las dos islas de Taipa y Coloane con la península de Macao.
Los servicios de ferry proporcionan conexiones por el mar al territorio vecino de Hong Kong y algunos otros puertos chinos en el área inmediata. Del Aeropuerto Internacional de Macao en la isla de Taipa parten vuelos a varios lugares en el Asia oriental.

## Educación

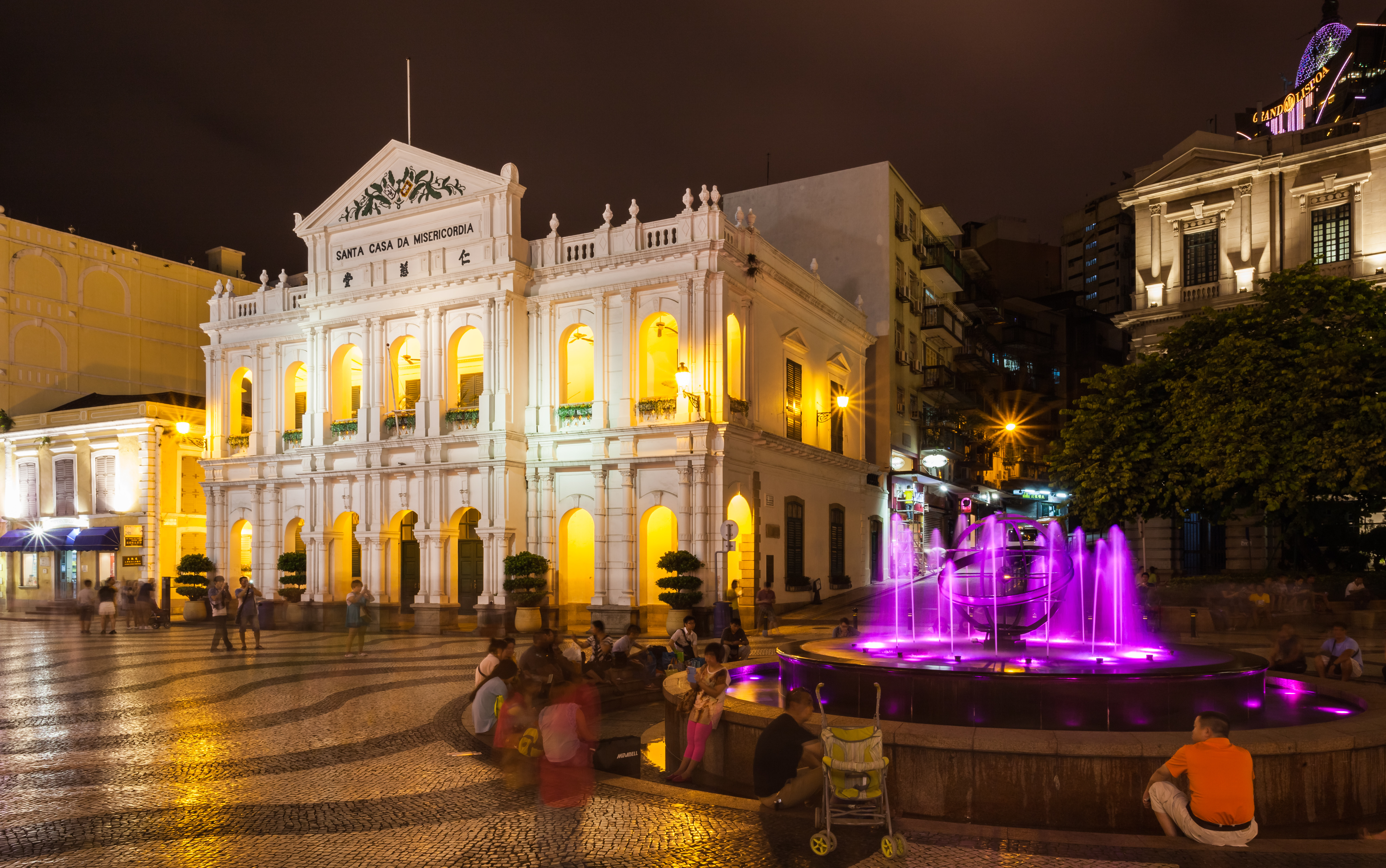
Santa Casa de Misericordia.

Actualmente se ofrecen quince años de educación gratuita a los residentes, que incluye tres años de parvulario, seguido de seis años de educación primaria y otros seis años de educación secundaria. La tasa de alfabetización del territorio es del 93,5%. El analfabetismo se da principalmente entre los residentes mayores de 65 años. La joven generación, por ejemplo, la de la edad comprendida entre 15–29, tiene una tasa de alfabetización del 99 %. Actualmente, solo hay una escuela en Macao donde el idioma portugués es el medio de enseñanza.
Macao no tiene su propio sistema educativo universal: así, las escuelas primarias y secundarias siguen bien el sistema británico, el chino o el portugués. En la actualidad, hay 10 instituciones educacionales terciarias en la región, de las cuales cuatro son públicas. En 2006, el Informe PISA, unos informes internacionales de los escolares de 15 años, una representación educacional coordinada por la Organización para la Cooperación y el Desarrollo Económicos, clasificó a Macao como el quinto y sexto en ciencia y en resolución de problemas matemáticos, respectivamente. Sin embargo, los niveles de educación en Macao son bajos entre regiones con altos ingresos. De acuerdo con el censo de 2006, entre la población residente de edad de 14 o mayores de esa edad, solo el 51,8% tienen educación secundaria y el 12,6% educación terciaria.

## Medios de comunicación

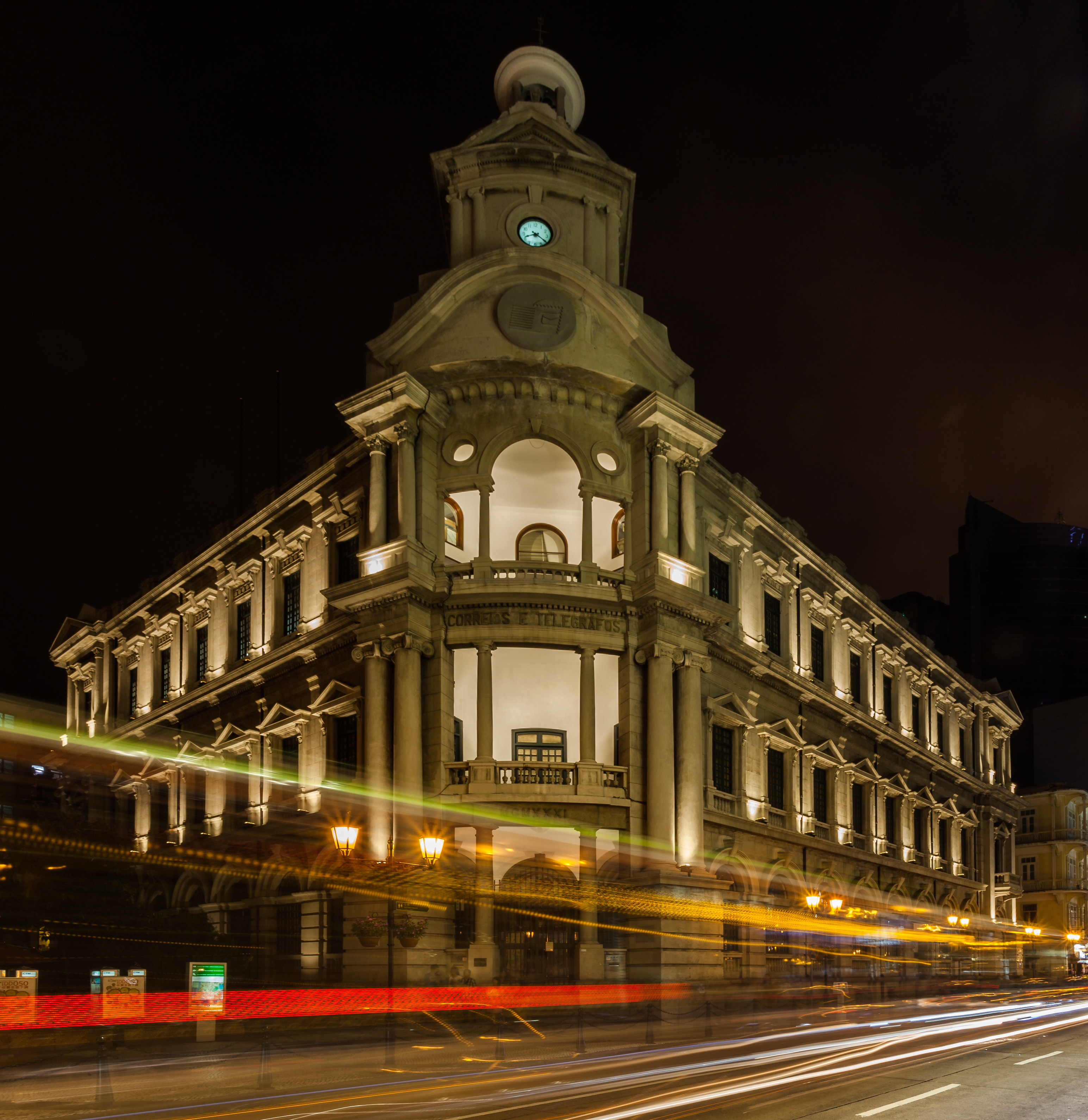
Edificio de Correos y Telégrafos.

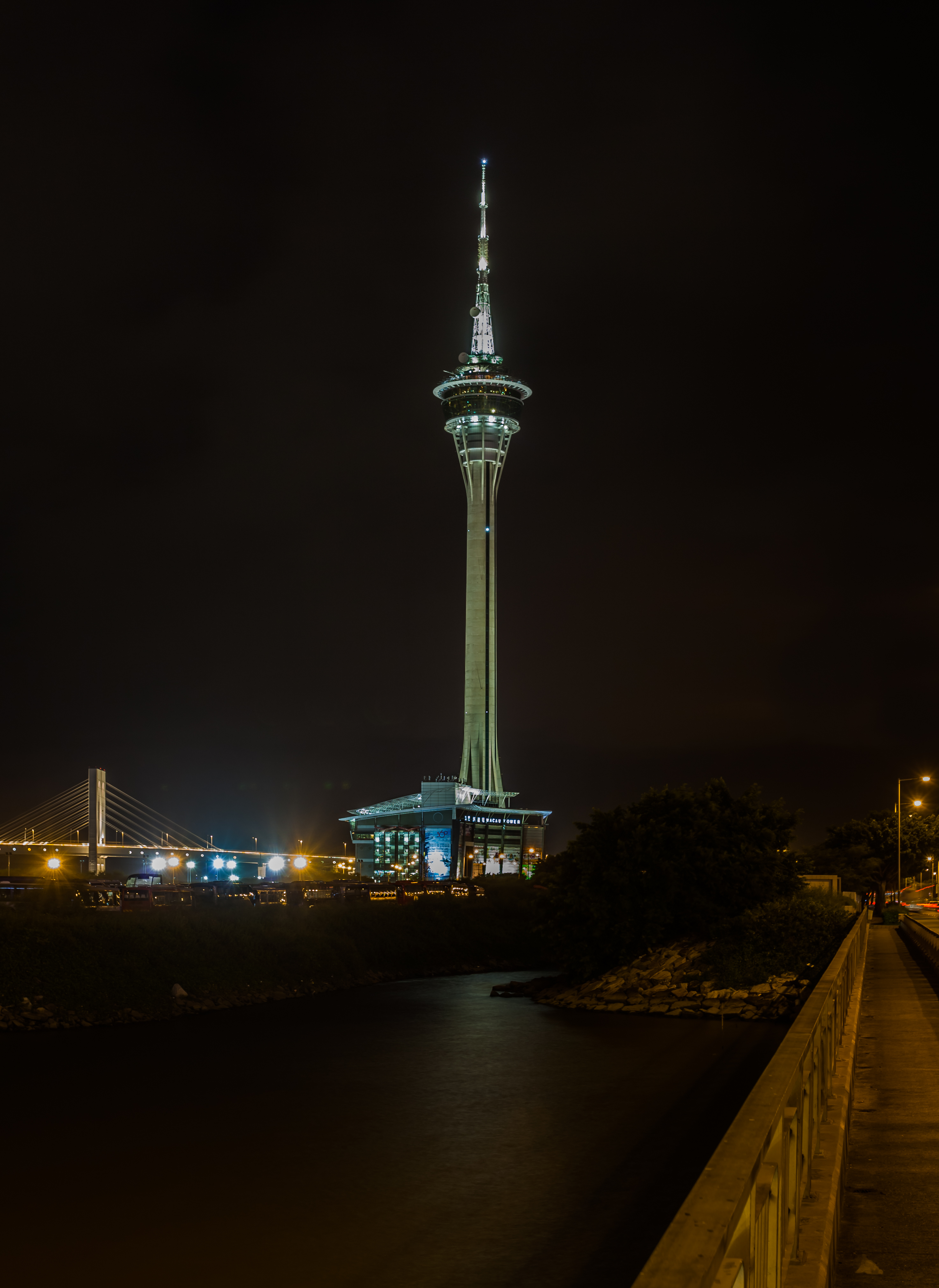
Torre de Macao.

Macao tiene ocho periódicos en chino, tres en portugués y dos en inglés. El Macau Daily Times es el único periódico en idioma inglés de Macao editado siete días a la semana. El Daily Post Macau se publica de lunes a viernes. Es propiedad de una empresa editorial local, Everbright Co. Ltd., de propiedad local.
El primer periódico publicado en Macao fue Abelha da China (Chino:蜜蜂華報) que solo estuvo en circulación un año. Algunos de los periódicos principales son:
- Macau Daily News - el de mayor circulación, en chino
- Macau Daily Times - en inglés
- Va Kio Daily
- Tai Chung Pou
- Macau Post Daily - el más antiguo, en inglés
- Hoje Macau - en portugués
- Jornal Tribuna de Macau - en portugués
- Ponto Final - en portugués
- O CLARIM - semanario en portugués de la Iglesia católica
- Business Daily newspaper - en inglés

Radio y Televisión:
- Teledifusora de Macao (en portugués: Teledifusão de Macau) es una emisora de televisión, operada por la sociedad Administração de Radiodifusão de Macau (ARMA) y por Radio y Televisión de Portugal (RTP). Inició sus emisiones el 1 de enero de 1980 bajo el control del Estado portugués. Tras la transferencia del territorio de Macao en 1999, pasó a estar controlada por el Gobierno chino hasta 2006. Es entonces cuando se crea la Empresa de Radiodifusión Administrativa de Macao y pasa a controlarse por la región y a ser operada por RTP para mantener viva la lengua portuguesa en el territorio.

Además cuenta con canales extras: Canal Macau (para la versión china), TDM 2 (programación infantil y cultural), TDM Macau Satéllite (Internacional), TDM Vida (telenovelas brasileñas y portuguesas) y TDM Desporto (programación deportiva).
- Radiodifusora de Macao (en portugués: Radiodifusão de Macau) es una empresa de radio de Macao. También está operada ARMA y por RTP. Inició sus emisiones el 1 de enero de 1965 y fue la primera emisora comercial operada fuera de Portugal. Durante la transferencia del territorio en 1999, pasó a estar controlada por el Gobierno chino. En 2006 y del mismo modo que la Teledifusora de Macao, la Empresa de Radiodifusión Administrativo de Macao pasa a controlarla y RTP a operarla, para mantener viva la lengua portuguesa.

Además, cuenta con tres emisoras adicionales: Radio Macau (programación generalista e informativa), Rádio Vila Verde (programación cultural y educativa) y Radio Chine (programación para la versión china).

## Economía

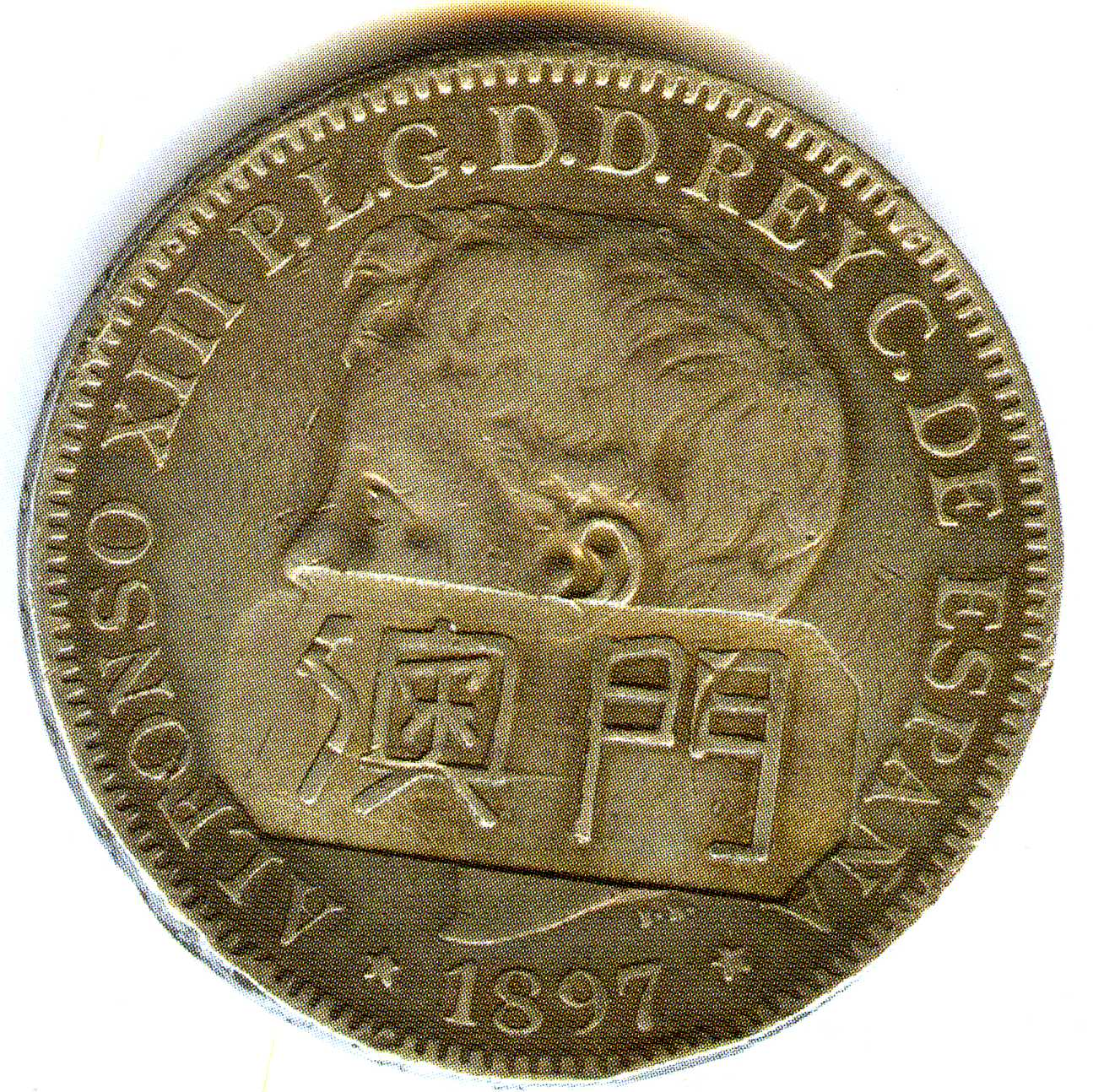
Moneda de 5 pesetas con leyenda en chino que circuló en Macao.

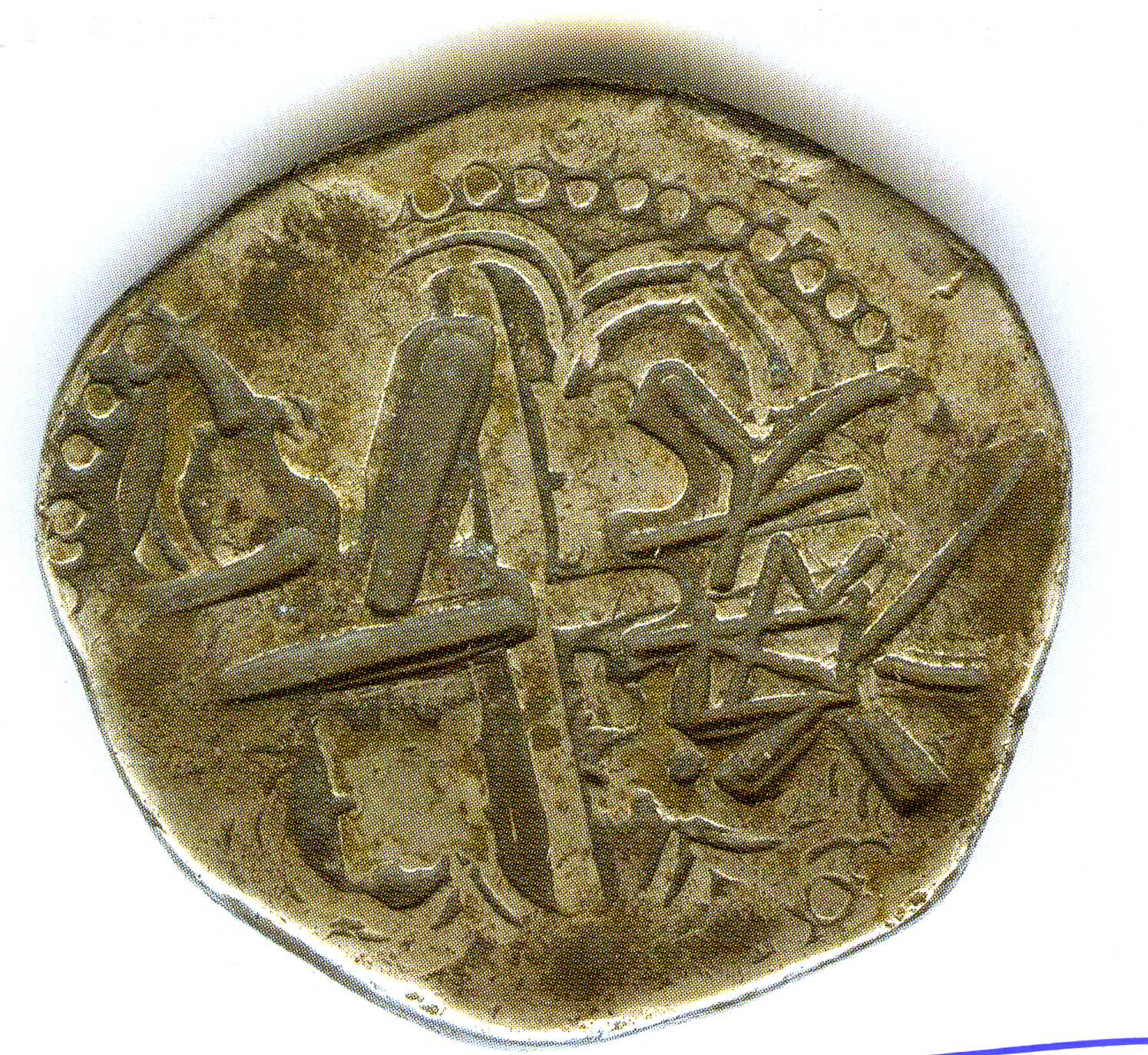
Moneda con caracteres chinos para Macao.

En la antigüedad, la falta de monedas en todo el territorio hizo que los comerciantes de la zona utilizaran un punzón para marcar las monedas extranjeras, y así permitir su circulación. Dos son las contramarcas que se emplearon con este objetivo: la primera, más antigua, contenía la leyenda «Macao» en chino y fue estampada sobre piezas de 5 pesetas españolas, 5 francos franceses, 8 pesos mexicanos, 960 reis brasileños, táleros de María Teresa de Austria y pesos filipinos; mientras que la segunda, que es más contemporánea, fue usada por los comerciantes chinos de las casas de juego.

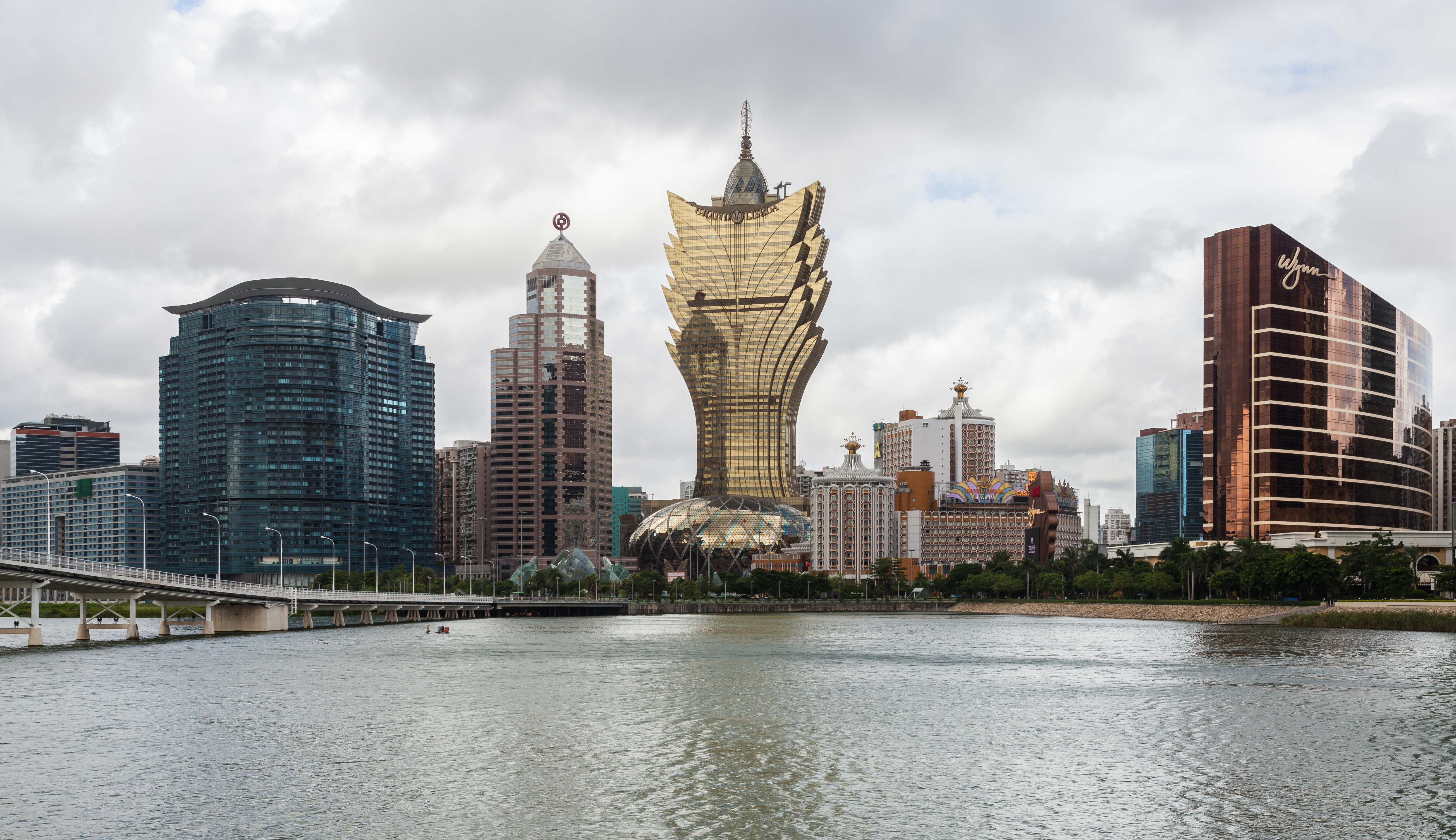
Casinos en Macao. A Macao también se le conoce como Las Vegas de Oriente.

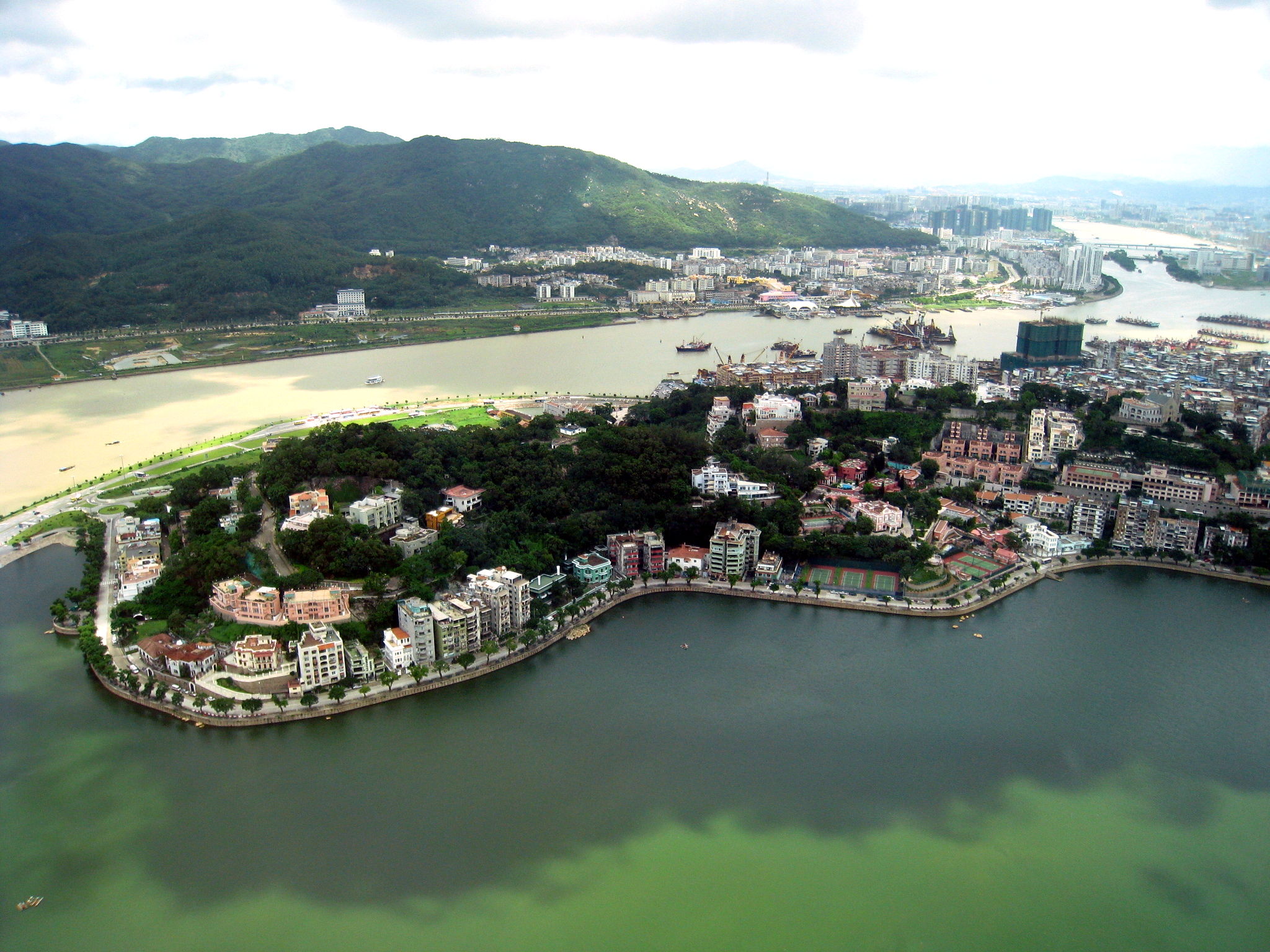
Vista de Colina Penha.

Hoy en día, la economía de Macao está basada de manera fundamental en el turismo y en los juegos.
Macao recibe muchísimos visitantes de Hong Kong (hay numerosos servicios diarios de ferry) y, últimamente, de la China continental. Junto con el rico patrimonio histórico de Macao, la mayor atracción para los visitantes es, sin duda, el juego. Dado que los casinos están prohibidos tanto en Hong Kong como en la China continental, Macao es el único lugar de China en el que se puede jugar dinero legalmente a juegos de azar. Este hecho, unido al creciente poder adquisitivo de la población china, ha traído consigo un crecimiento económico espectacular en los últimos años.
A pesar del crecimiento económico motivado por la industria del juego, este tipo de actividad ha provocado unos niveles muy altos de delincuencia organizada y de actividades ilegales, como la prostitución.
Otro sector tradicional de la economía de Macao, aunque mucho menos importante en la actualidad, es la fabricación de material pirotécnico.

## Demografía

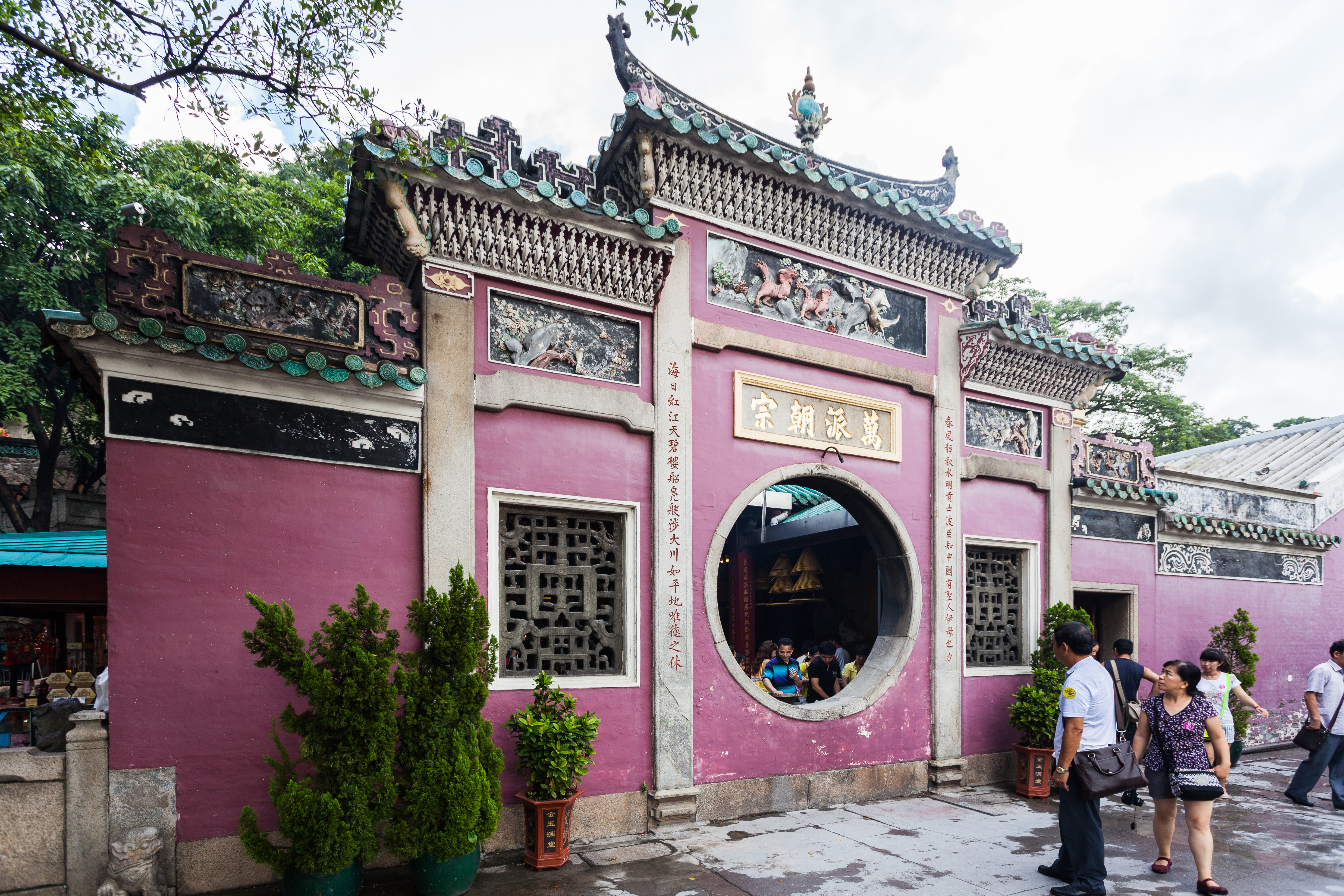
Templo de A-Má, construido en 1448 y dedicado a la diosa Matsu.

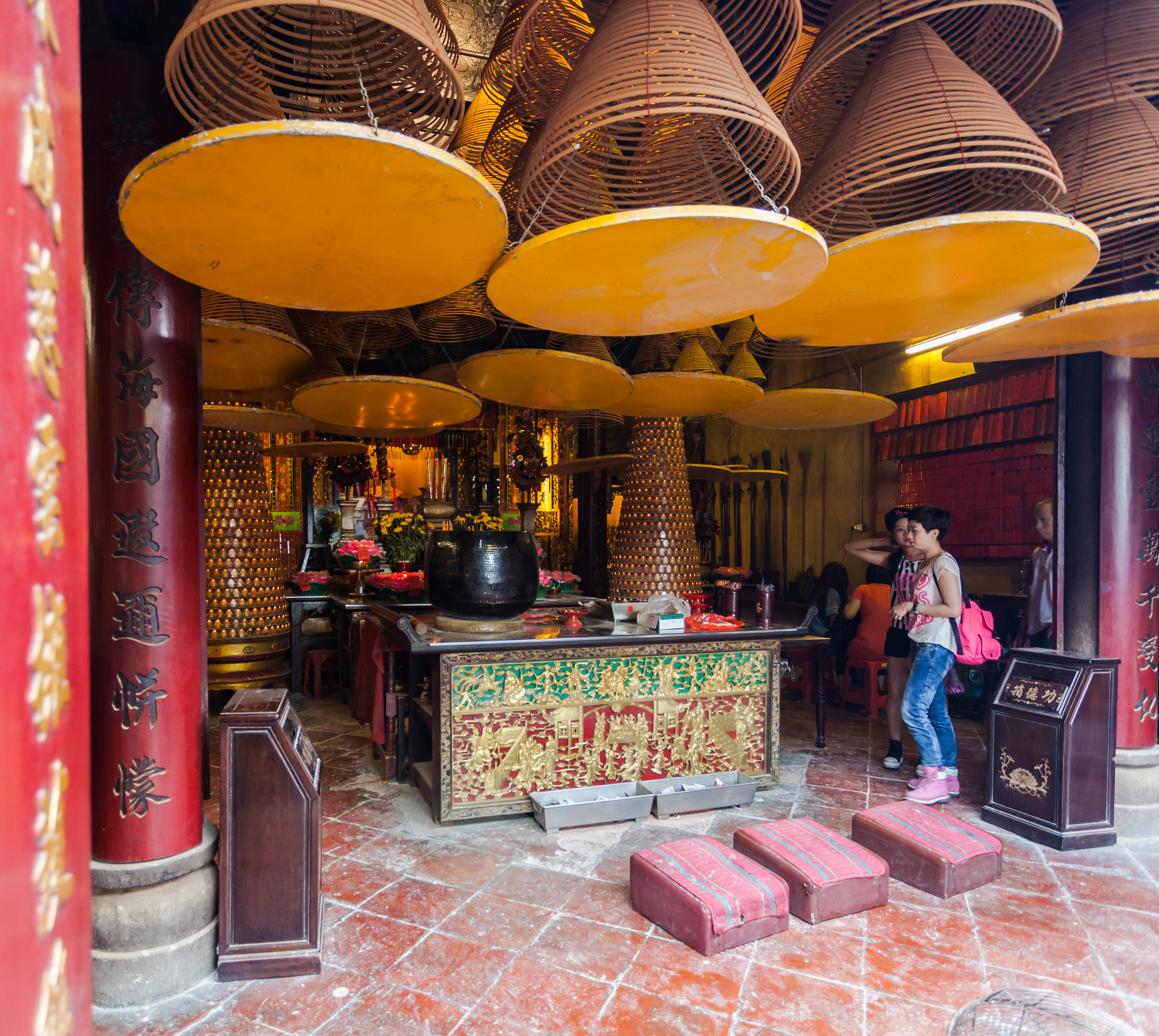
Interior del templo.

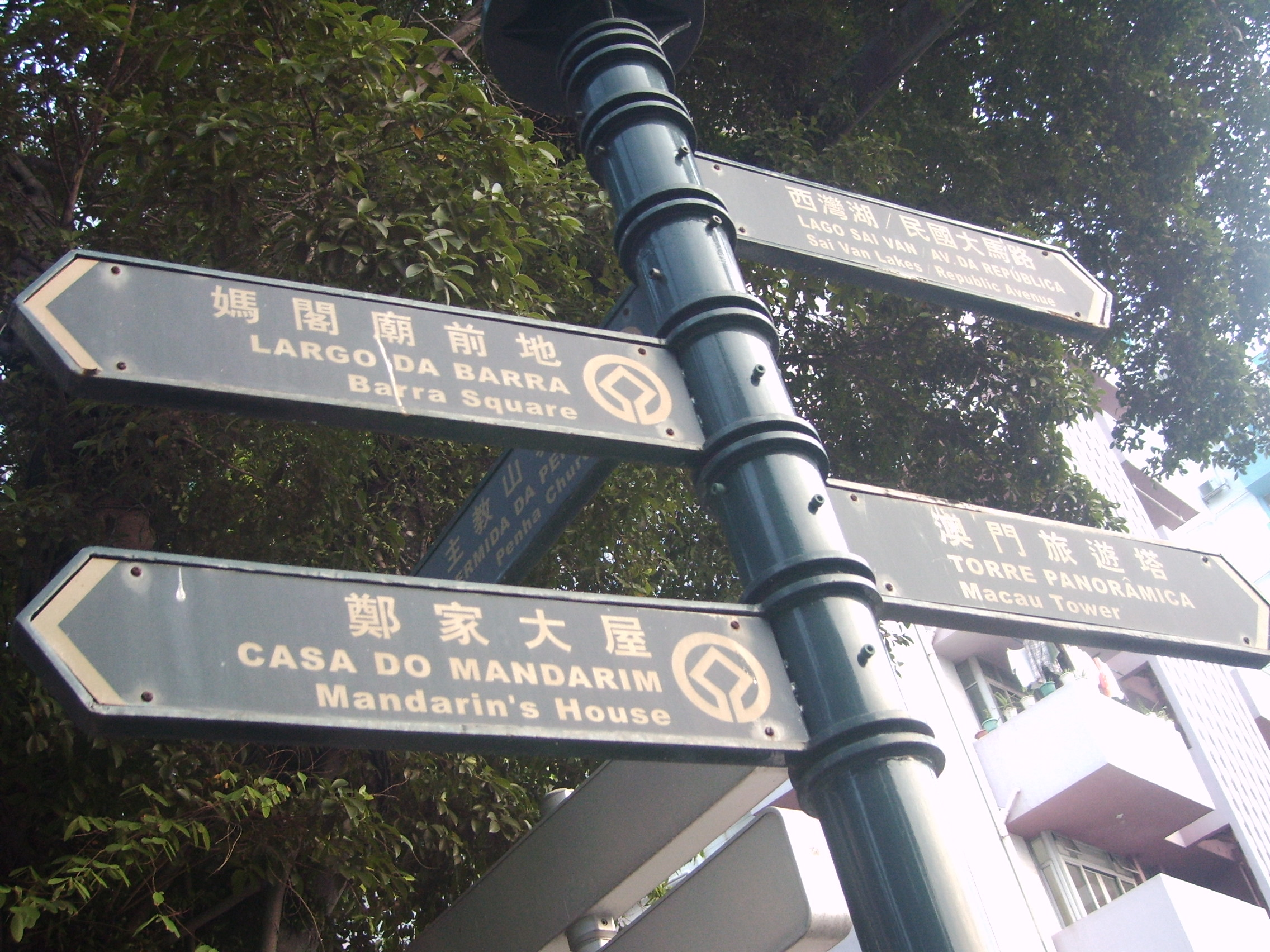
Muchas señales y establecimientos hacen uso de nombres en chino y portugués con el inglés, cada vez más común.

Macao es la región más densamente poblada del mundo, con una densidad de población de 18 428 habitantes por kilómetro cuadrado. Su población está formada en un 98% por chinos han, principalmente cantoneses, y algunos hakka, ambas de la cercana provincia de Cantón. También hay población de origen japonés y filipino. La comunidad de los llamados macaenses, personas de ascendencia mixta asiática y portuguesa, constituyen alrededor del 1% de la población actual de Macao. De acuerdo con el censo de 2006, el 47% de los residentes nacieron en la China continental, de los cuales el 74,1% nació en la provincia de Cantón y el 15,2% en Fujian. Mientras tanto, el 42,5% de los residentes nacieron en Macao, y los nacidos en Hong Kong, Filipinas y Portugal comparten un 3,7%, 2,0% y 0,3%, respectivamente.
El crecimiento poblacional de Macao se basa principalmente en la inmigración desde la China continental y la afluencia de trabajadores extranjeros, ya que su tasa de natalidad es una de las más bajas del mundo. De acuerdo con The World Factbook, Macao tiene la segunda más alta esperanza de vida en el mundo, en tanto que su tasa de mortalidad infantil se sitúa entre las más bajas del mundo.
El dialecto chino más hablado es el cantonés, aunque la inmigración reciente ha hecho aumentar el número de hablantes de mandarín. Cantonés y portugués son los idiomas oficiales. El portugués, a pesar de su carácter cooficial, tiene una presencia muy reducida en el Macao actual. De hecho, el dialecto portugués que hablaba la comunidad macaense ya está prácticamente extinguido, y son pocos los que hablan el portugués. No obstante, el aumento de las relaciones comerciales de China con Portugal y Brasil ha motivado un ligero repunte en su uso. El inglés, aunque no es oficial, es ya el segundo idioma más usado en Macao.
La mayoría de los chinos en Macao están profundamente influidos por su propia tradición y cultura, la mayoría practica la religión tradicional china, principalmente el taoísmo, el budismo y el confucianismo. Macao tiene una importante comunidad cristiana; los católicos y protestantes constituyen el 7% y el 2% de la población, respectivamente. Además, el 17% de la población sigue el budismo Mahāyāna.
Dado que Macao tiene una economía impulsada por el turismo, el 14,6% de la fuerza laboral está empleada en restaurantes y hoteles, y el 10,3% en la industria del juego. Con la apertura de varios casinos y otras construcciones importantes en curso, numerosos sectores experimentan al parecer una escasez de mano de obra, y el gobierno pretende importar mano de obra de las regiones vecinas.
La cantidad de trabajadores inmigrados se situó en una cifra récord de 98 505 en el segundo trimestre de 2008, lo que representa más del 25% de la fuerza laboral en Macao. Algunos trabajadores locales se quejan de la falta de puestos de trabajo a causa de la mano de obra barata importada. Algunos también alegan que la problemática del trabajo ilegal es grave. Otra preocupación es la creciente desigualdad de los ingresos en la región. El coeficiente de Gini de Macao, una medida popular de desigualdad de ingresos en el que un valor bajo indica una distribución más equitativa de los ingresos, aumentó de 0,43 en 1998 a 0,48 en 2006. Es más elevado que los de las regiones vecinas, tales como la China continental (0,447), Corea del Sur (0,316) y Singapur (0,425).
En Macao se encuentra el Hospital Conde S. Januário.

## Cultura

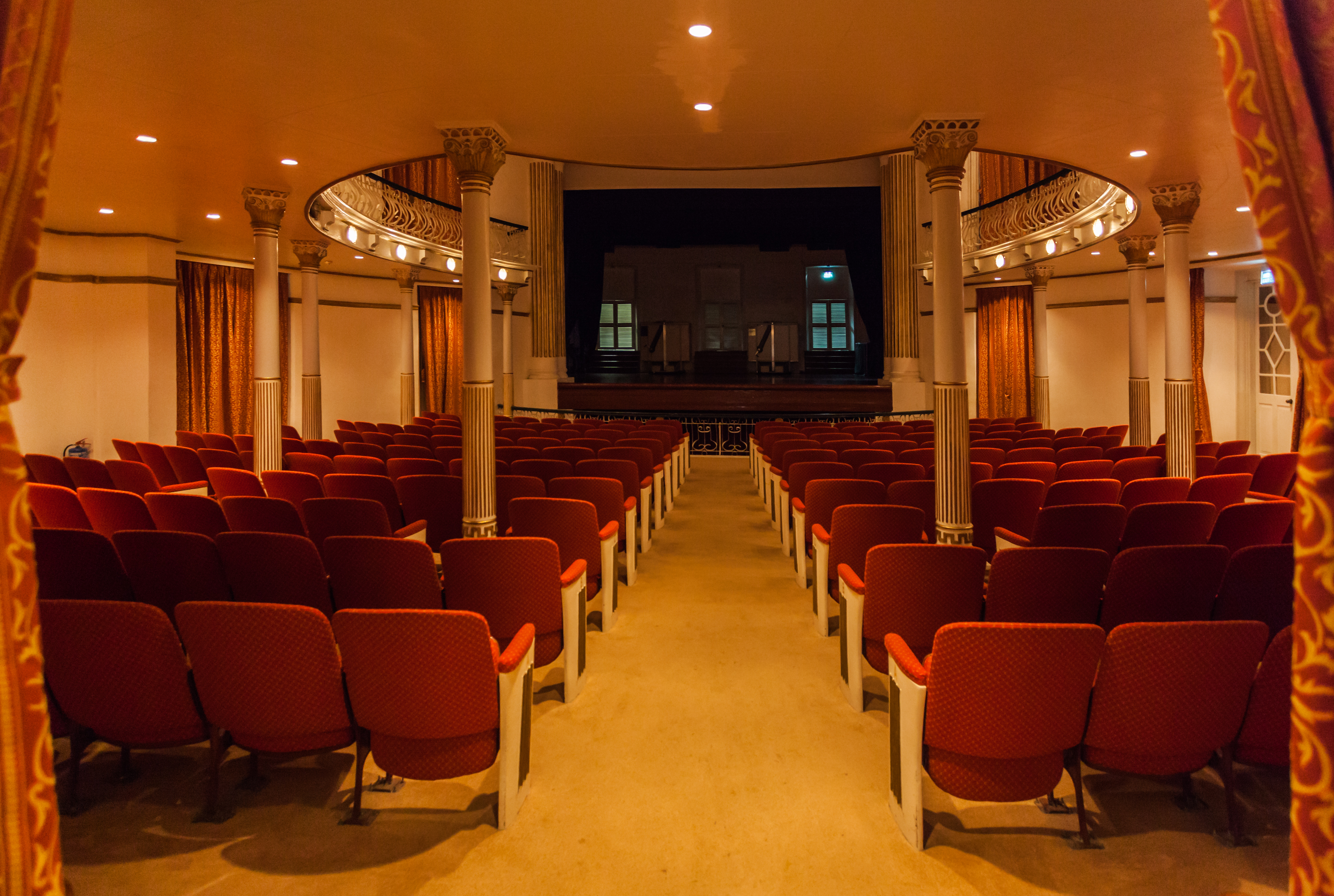
Interior del teatro Don Pedro V.

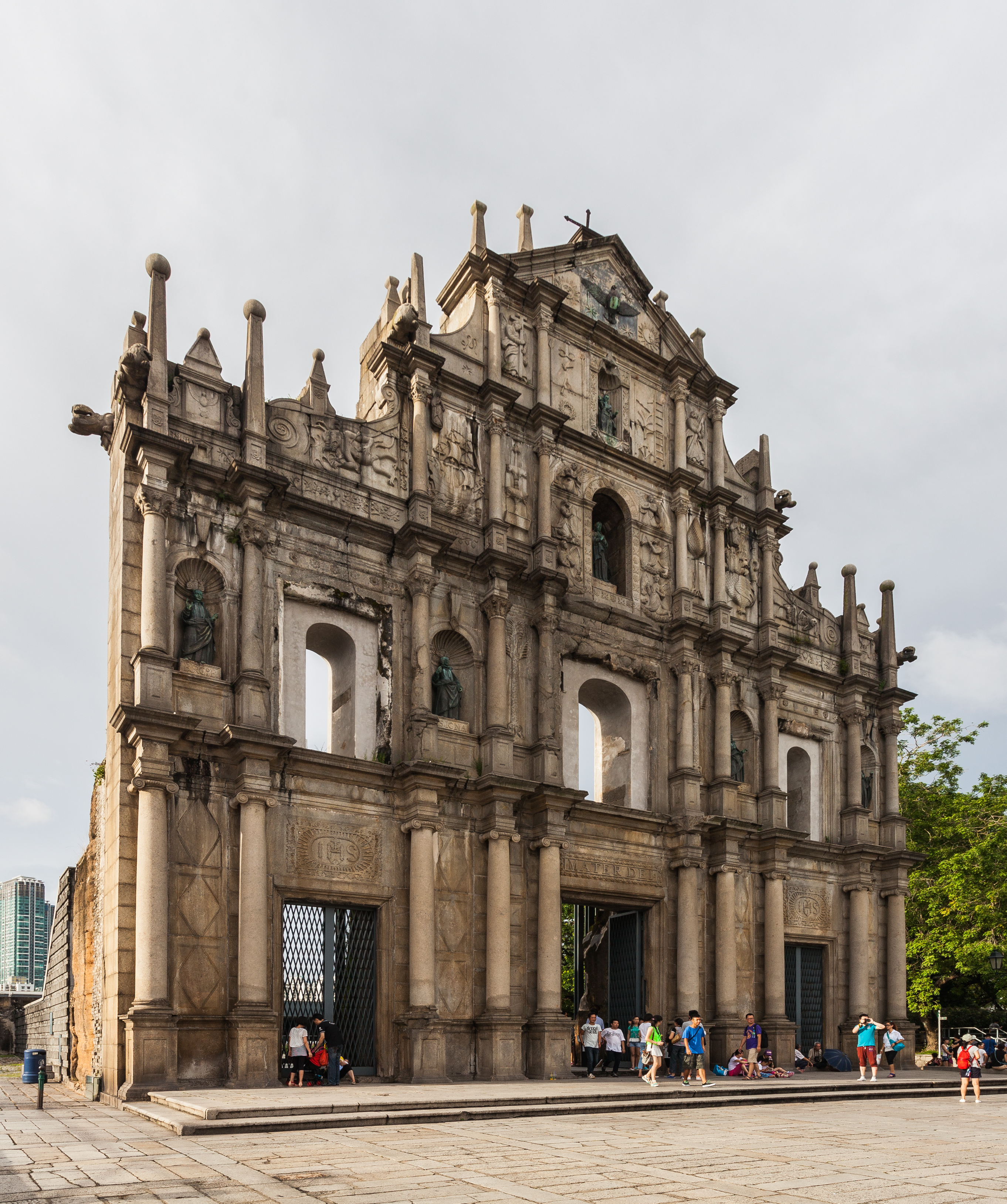
Ruinas de la Catedral de San Pablo, que se consumió en un incendio en 1835.

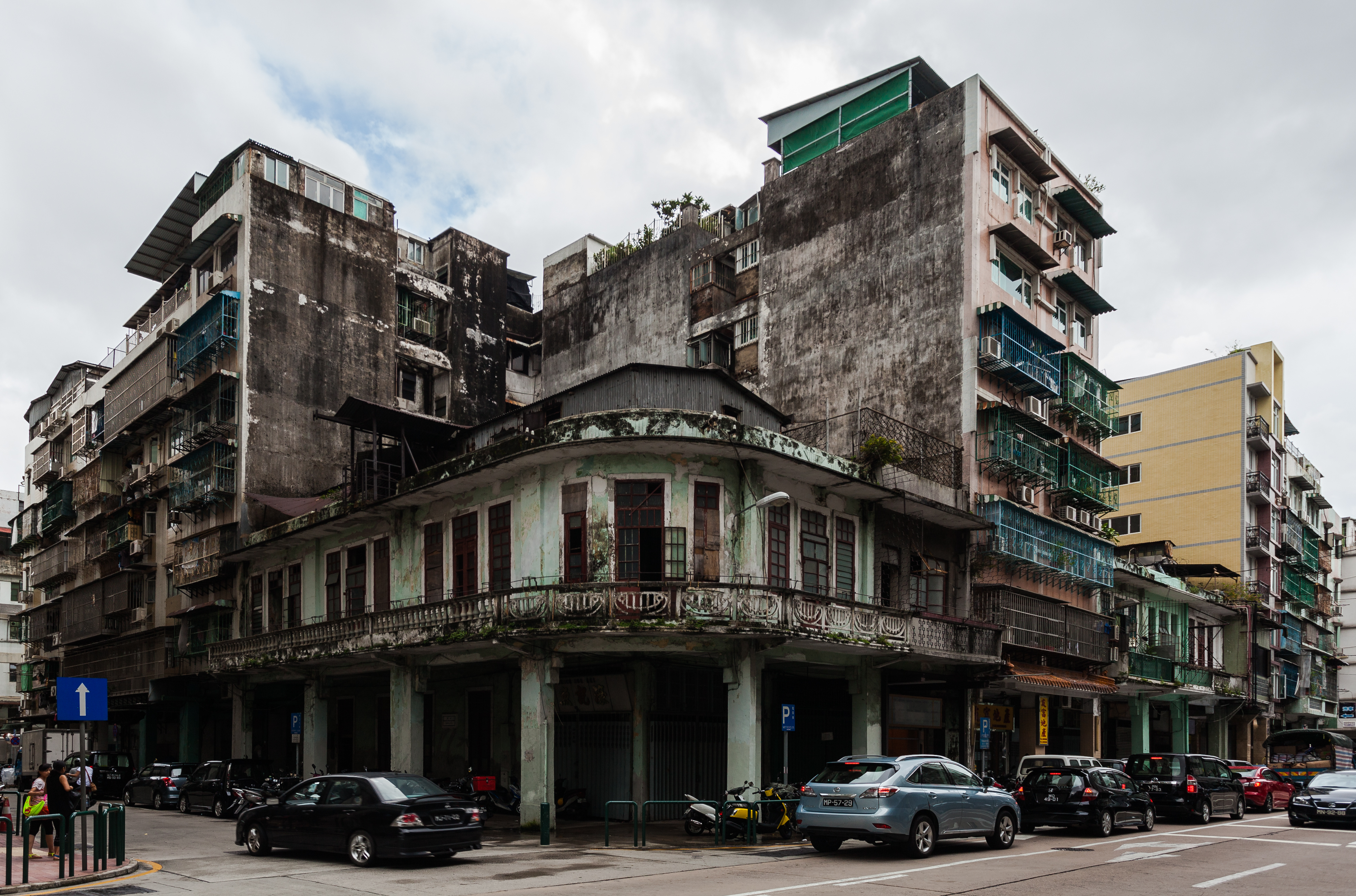
Calle en el casco antiguo de Macao.

La cultura de Macao es una combinación de la cultura china tradicional con la cultura portuguesa. La larga presencia de Portugal se refleja sobre todo en la arquitectura. Por otra parte, en Macao se han conservado aspectos de la cultura china, como las religiones tradicionales, que en la China continental se han estado perdiendo.
Parte esencial de la cultura de Macao es la llamada comunidad macaense. Los macaenses, en sentido estricto, son aquellas personas con ascendencia mixta asiática y portuguesa —en muchos casos también con antepasados chinos— y que durante la época de dominio portugués constituyeron la élite social de Macao. Macaense, o patuá, como se conoce localmente, es también el nombre de la lengua por ellos hablada, con base portuguesa, pero con mucha influencia cantonesa, malaya y de muchos otros idiomas.
Aunque actualmente están perdiendo sus señas de identidad, estos, como hablantes de portugués y practicantes del catolicismo, se sentían vinculados sentimentalmente a Portugal, y en ellos confiaban las autoridades portuguesas para las labores de administración de Macao. Hoy en día, la comunidad macaense se enfrenta a una crisis de identidad. Es difícil saber cuántos son exactamente, en parte por la existencia de familias mixtas, y también porque ni Portugal ni China han hecho nunca censos en el territorio en que se pida a los habitantes que detallen su sentimiento de identidad. Se estima que se pueden considerar macaenses, en sentido estricto, unos 10 000 de los 500 000 habitantes actuales de Macao. En 1999, fue construida una nueva iglesia parroquial, la Iglesia de San José Obrero, en el barrio de Iao Hon.
El día 15 de julio de 2005, el Centro histórico de Macao fue, finalmente, inscrito en la Lista del Patrimonio de la Humanidad de la Unesco y designado como el 31.º sitio del Patrimonio Mundial de China.

### Religión
Por influencia de la numerosa comunidad china de Macao, el Año Nuevo Chino Lunar es la fiesta tradicional más importante y la celebración normalmente tiene lugar a finales de enero o principios de febrero. El Templo Pou Tai Un en Taipa es el lugar para la Fiesta de Tou Tei, el dios de la Tierra, en febrero.
Por otra parte, el cristianismo (diócesis de Macao) por influencia portuguesa, está fuertemente arraigado entre la población macaense. La Procesión de la Pasión de Nuestro Señor es un conocido rito y peregrinación católica, que viaja desde la Iglesia de San Agustín hasta la catedral, y también tiene lugar en febrero.
El Templo A-Ma, que honra a la Diosa Matsu, está en pleno apogeo en abril con muchos fieles celebrando el festival A-Ma. En mayo es común ver dragones danzantes en la Fiesta del Dragón Borracho y Budas relucientes en la Fiesta del Baño del Señor Buda. En Coloane Village, el dios taoísta Tam Kong también es honrado el mismo día. Dragon Boat Festival se lleva a cabo en Nam Van Lake en junio y el festival Hungry Ghosts, a finales de agosto y / o principios de septiembre de cada año. Todos los eventos y festividades del año terminan con el solsticio de invierno en diciembre

## Deporte
El Gran Premio de Macao es una carrera de automovilismo y motociclismo que se corre en un circuito callejero desde 1954. Tradicionalmente han participado tres categorías principales: monoplazas (Fórmula 3 desde 1983), turismos (Campeonato Mundial de Turismos desde 2005) y superbikes. En la misma fecha corren otras categorías promocionales asiáticas, como la Fórmula BMW y el Mini Challenge.
La selección de fútbol de Macao, tanto en categoría masculina como femenina, está afiliada a la FIFA y a la AFC, está clasificada en la posición 184 del ranking FIFA y tiene derecho a jugar las fases previas tanto de la Copa de Asia como de la Copa Mundial de la FIFA.
A diferencia de Hong Kong, la otra región administrativa especial de China, Macao nunca ha participado en los Juegos Olímpicos, aunque sí lo ha hecho en los Juegos Paralímpicos.